# Подградже (Омиш)
Подградже (хорв. Podgrađe) — населений пункт у Хорватії, у Сплітсько-Далматинській жупанії у складі міста Омиш.

## Населення
Населення за даними перепису 2011 року становило 280 осіб.
Динаміка чисельності населення поселення:

## Клімат
Середня річна температура становить 14,47 °C, середня максимальна – 27,08 °C, а середня мінімальна – 1,77 °C. Середня річна кількість опадів – 854 мм.
| Клімат поселення                              | Клімат поселення | Клімат поселення | Клімат поселення | Клімат поселення | Клімат поселення | Клімат поселення | Клімат поселення | Клімат поселення | Клімат поселення | Клімат поселення | Клімат поселення | Клімат поселення | Клімат поселення |
| Показник                                      | Січ.             | Лют.             | Бер.             | Квіт.            | Трав.            | Черв.            | Лип.             | Серп.            | Вер.             | Жовт.            | Лист.            | Груд.            |                  |
| Середній максимум, °C                         | 10,12            | 10,65            | 13,41            | 16,90            | 21,57            | 25,49            | 26,94            | 27,08            | 22,50            | 18,08            | 13,07            | 10,02            |                  |
| Середня температура, °C                       | 5,96             | 6,49             | 9,24             | 12,72            | 17,39            | 21,31            | 24,10            | 24,24            | 19,66            | 15,24            | 10,22            | 7,17             |                  |
| Середній мінімум, °C                          | 1,77             | 2,30             | 5,05             | 8,54             | 13,23            | 17,14            | 21,23            | 21,39            | 16,81            | 12,39            | 7,38             | 4,31             |                  |
| Норма опадів, мм                              | 77               | 66               | 71               | 72               | 58               | 53               | 36               | 51               | 72               | 93               | 110              | 95               |                  |
| Середньомісячна швидкість вітру, м/с          | 3.05             | 3.36             | 3.51             | 3.15             | 2.80             | 2.52             | 2.60             | 2.42             | 2.71             | 2.80             | 3.45             | 3.46             |                  |
| Середньомісячна сонячна радіація, кДж/м²·день | 5578             | 8267             | 11987            | 16364            | 20314            | 22925            | 24721            | 21683            | 16132            | 10509            | 6019             | 4700             |                  |
| --------------------------------------------- | ---------------- | ---------------- | ---------------- | ---------------- | ---------------- | ---------------- | ---------------- | ---------------- | ---------------- | ---------------- | ---------------- | ---------------- | ---------------- |
| Джерело:                                      |                  |                  |                  |                  |                  |                  |                  |                  |                  |                  |                  |                  |                  |